# 約束の翼
「約束の翼」（やくそくのつばさ）は、MISIAの20枚目のシングル。2008年5月28日発売。発売元はBMG JAPAN。

## 概要
デビュー10周年記念3か月連続リリース第2弾。第3弾はライブDVD+リミックス・ベスト・アルバム『DECIMO X ANIVERSARIO DE MISIA 〜THE TOUR OF MISIA 2008 EIGHTH WORLD + THE BEST DJ REMIXES〜』。
初回生産限定盤（1,365円）と通常盤（1,260円）の2種類でリリースされた。初回生産限定盤はスペシャルポスター（720mm×477mm）封入紙ジャケット豪華仕様。
「約束の翼」は、映画『僕の彼女はサイボーグ』の主題歌。

## 収録曲
（全作詞：MISIA）
1. 約束の翼 [5:21]
作曲、編曲：佐々木潤
  - ギャガ・コミュニケーションズ配給映画『僕の彼女はサイボーグ』主題歌
2. So Beautiful [5:16]
作曲：松本俊明 / 編曲：重実徹
3. ANY LOVE (SINKIROH ENCORE MIX) [4:52]
作曲・リミックス：Sinkiroh
4. To Be In Love (STUDIO APARTMENT REMIX) [9:18]
作曲：Joi、飯星裕史 / リミックス：STUDIO APARTMENT
5. 約束の翼 (星空のライヴIV) [5:25]
作曲：佐々木潤